# Simulium djallonense
Simulium djallonense är en tvåvingeart som beskrevs av Roubaud och Jean Charles Marie Grenier 1943. Simulium djallonense ingår i släktet Simulium och familjen knott. Inga underarter finns listade i Catalogue of Life.